# MySQL AB
MySQL AB創立於1995年，從事制造及擁有關聯式資料庫管理系統MySQL以及相關的產品，如MySQL Cluster，是全球最大的開放源碼公司。公司行雙總部制，一設於瑞典烏普薩拉，另一設於美國加州庫比蒂諾（Cupertino），並於法國巴黎、德國慕尼黑、愛爾蘭都柏林、意大利米蘭、日本東京等地設有分公司。公司於25個國家，擁有僱員約360人（2007年2月數據），當中有70%僱員以远程办公方式办公。
2008年1月16日MySQL AB宣布，同意被昇陽微系統（Sun Microsystems）以约十亿美元收购。收购已于2008年2月26日完成。昇陽微系統於2010年被甲骨文公司（Oracle）收購。
连同Linux，Apache及PHP／Perl／Python，MySQL伺服器成为LAMP解决方案中的一块积木。該公司於2004年指用户超过500万戶設有MySQL装置，在世界各地有1000多万产品下载。

## 商業模式
MySQL AB被认为是支持第二代開放源碼的代表公司。第一代与第二代開放源碼公司的收入，通常都来自支持、顾问以及对自己产品的培训。
类似MySQL AB与Trolltech这样的第二代開放源碼公司与先前的開放源碼商业模式的区别在于双重许可。一方面，软件可以在一些开源协议的条款下使用，然而，事实上软件仍属于商业公司，公司仍从销售传统的许可中受益。
例如：MySQL允许在GPL的条款下无偿使用MySQL，但是对于认为GPL对自己的目的不够理想的客户（例如需要使用未开源的技术），MySQL仍然销售许可。
MySQL的收入还包括支持、顾问、培训以及MySQL认证。此外，MySQL以订阅的方式提供MySQL Enterprise产品以及附加的一些服务，Dell、HP、和Novell也参与代销。

## 歷史
- 1995年 公司由米卡埃爾·維德紐斯、David Axmark及Allan Larsson創立
- 2001年 莫滕·米科斯当选CEO
- 2001年 斯堪的纳维亚风险投资组织第一轮筹资
- 2003年 以Benchmark Capital为首的投资者组织第二轮筹资
- 2003年 完成与SAP公司的合作协议，获得MaxDB的全部商业权利
- 2003年 收购愛立位旗下的Alzato
- 2005年 开辟MySQL Network订阅服务
- 2006年 Intel Capital, Red Hat, SAP Ventures等组织的第三轮筹资
- 2008年 被昇陽電腦公司收购

## 外部連結
- Company home page*（页面存档备份，存于）
- PlanetMySQL（页面存档备份，存于）
- MySQL Forge